# Пођоло-Вале ди Барбароло (Болоња)
Пођоло-Вале ди Барбароло (итал. Poggiolo-Valle di Barbarolo) је насеље у Италији у округу Болоња, региону Емилија-Ромања.
Према процени из 2011. у насељу је живело 25 становника. Насеље се налази на надморској висини од 431 м.